# Google SMS
A Google SMS (Short Message Service) a Google által nyújtott szolgáltatás, ami lehetővé tesz bizonyos keresések végrehajtását mobiltelefonról (egyelőre az USA-ban és az Egyesült Királyságban). A lehetséges keresések közé tartoznak a telefonkönyvvel, időjárással, tényekkel, szótári definíciókkal és Froogle árakkal kapcsolatos keresések. Az eredményeket SMS-ben küldi vissza a Google, a szolgáltatás ára benne van az SMS-küldés (és -fogadás) megszokott árában.
A szolgáltatás jelenleg béta állapotban van.